# Zizia
- Commons
- Wikispecies

Zizia é um género botânico pertencente à família Apiaceae.